# Galicia (traghetto)
Il Galicia è un traghetto di proprietà della Stena Line ed in servizio per la Brittany Ferries.

## Servizio
Varato il 10 settembre 2019 nel cantiere navale CMI Jinglin Weihai Shipyard di Weihai con il nome di Galicia e consegnato il 3 settembre 2020 alla Stena Line, viene subito girato in noleggio alla Brittany Ferries.
L'11 settembre 2020 salpa da Weihai per l'Europa, giungendo per la prima volta a  Cherbourg il 12 ottobre successivo. Il 13 ottobre esegue le prove di ormeggio a Portsmouth ed il 15 ottobre a Santander.
Il 30 ottobre 2020 issa bandiera francese.
Il 28 novembre 2020 viene battezzato a Roscoff. Il giorno seguente salpa per Santander.
Il 2 dicembre 2020 prende servizio sulla Portsmouth-Santander.

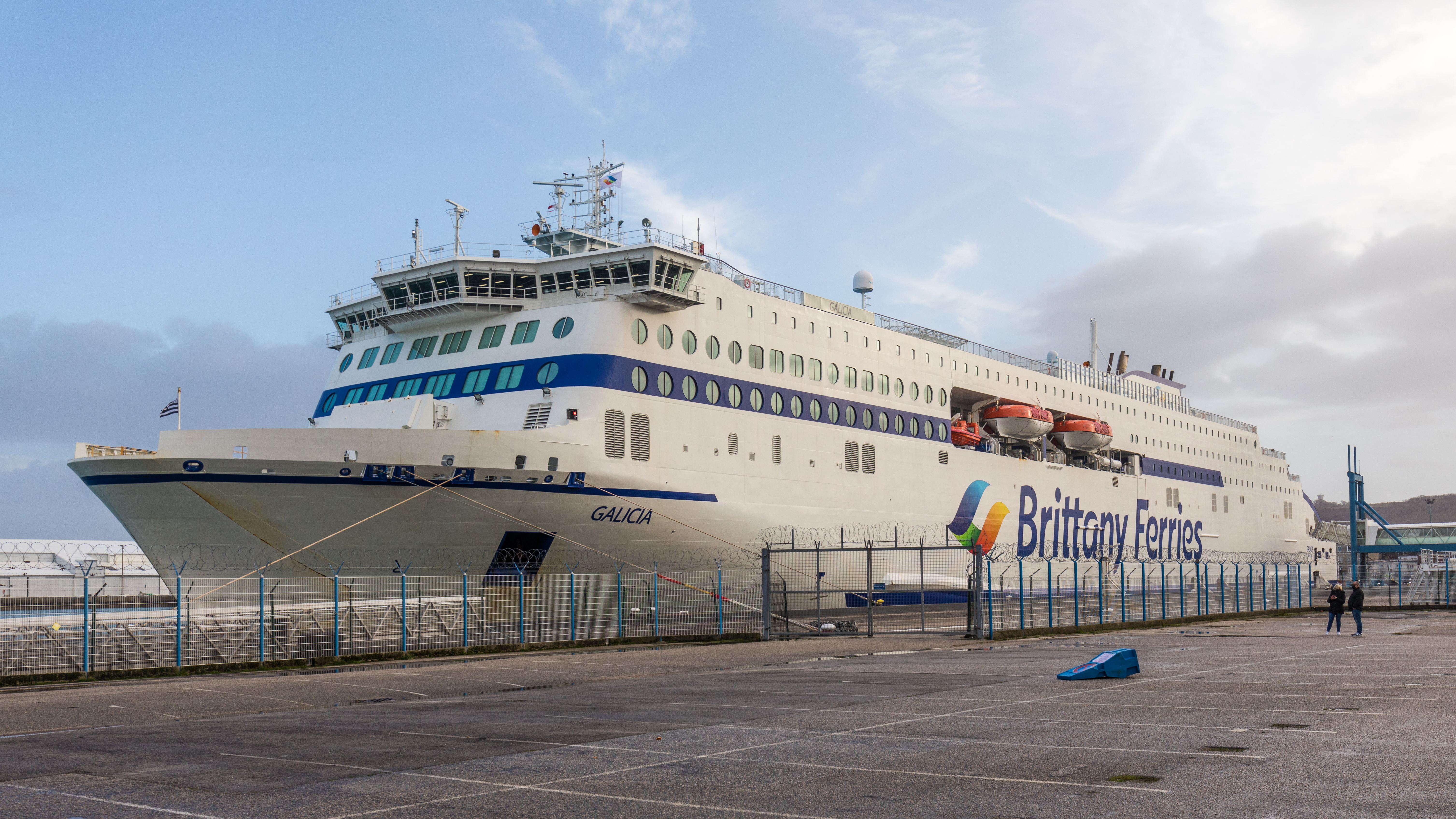
Il Galicia ormeggiato a Cherbourg nel 2021.

## Navi gemelle
- Stena Estrid
- Stena Edda
- Guillaume de Normandie
- Stena Embla
- Côte d'Opale
- Salamanca
- Stena Estelle
- Stena Ebba
- Santoña
- Ala'Suinu
- Saint-Malo
- Capu Rossu